# Birgitta Sandberg
Birgitta Sandberg, född 24 mars 1942 i Södertälje, är en svensk författare under namnet Birgitta Sandberg-Hultman.
Sandberg utbildade sig till maskiningenjör i Stockholm och har varit verksam inom Halda/Facit och LM Ericsson. Hon började tidigt publicera sig som kåsör/krönikör och författare. Sina tre första böcker gav hon ut som egenförläggare på då nystartade Författares Bokmaskin i Stockholm. Hennes författarskap spänner över många genrer: samhällsdebatt, hälsa, humor, romaner, biografier och lyrik.
Sedan 1986 är Sandberg bosatt i Skåne där hon bland annat arbetat som programledare och krönikör i Sveriges Radio P4 och som kåsör i morgontidningen Norra Skåne. Hon har tre barn tillsammans med maken Magnus Hultman.